# Sleep/Holiday
Sleep/Holiday je deváté a poslední studiové album velšské rockové skupiny Gorky's Zygotic Mynci. Vydalo jej dne 7. října 2003 hudební vydavatelství Sanctuary Records a vedle členů kapely se na něm podílela zpěvačka Rachel Thomas (zpívala v písni „Eyes of Green, Green, Green“). Spolu se členy kapely byl producentem nahrávky Brian Paulson.

## Seznam skladeb
| Pořadí | Název                       | Autor         | Délka |
| ------ | --------------------------- | ------------- | ----- |
| 1.     | Waking for Winter           | Euros Childs  | 3:26  |
| 2.     | Happiness                   | Euros Childs  | 3:21  |
| 3.     | Mow the Lawn                | Euros Childs  | 3:06  |
| 4.     | Single to Fairwater         | Euros Childs  | 4:59  |
| 5.     | Shore Light                 | Richard James | 3:32  |
| 6.     | Country                     | Euros Childs  | 1:46  |
| 7.     | Eyes of Green, Green, Green | Euros Childs  | 3:24  |
| 8.     | The South of France         | Euros Childs  | 2:51  |
| 9.     | Leave My Dreaming           | Euros Childs  | 4:08  |
| 10.    | Only Takes a Night          | Richard James | 6:36  |
| 11.    | Pretty as a Bee             | Euros Childs  | 9:28  |
| 12.    | Red Rocks                   | Euros Childs  | 4:44  |